# 賽歐塔鎮區 (密歇根州)
賽歐塔鎮區是位於美國密歇根州夏厄沃西縣的一個行政鎮區。

## 地方資料
賽歐塔鎮區的面積為69.40平方千米，當中陸地面積為65.10平方千米，而水域面積為4.30平方千米。根據2020年美國人口普查的數據，當地共有人口1688人，而人口密度為每平方千米24.32人。